# Арктин из Милета
Арктин из Милета (cтарогрчки: Ἀρκτῖνος ὁ Μιλήσιος) био је старогрчки песник. Њега Дионисије Халикарнашанин назива најстаријим грчким песником, а неки извори говоре да је живео пре Хомера. Сви стари писци се слажу са теоријом да је живео негде у време првих олимпијада.
Византијска енциклопедија Суда из 10. века каже да се Арктинов отац звао Телеј и да је био потомак Наутеја. Такође каже да је Арктин био епски песник, Хомеров ученик и да се родио током 9. олимпијаде, 410 година након тројанског рата (у периоду између 744. п. н. е. и 741. п. н. е.).
Арктин се сматра најистакнутијим песницима кикличких епопеја, епског циклуса, од којих му се две песме приписују као аутору, Етиопида, у пет певања, која се наставља на Хомерову Илијаду и Разорење Троје, у два певања. Обе песме су припадале тројанском циклусу у оквиру кикличких епопеја.